# Unión Soviética en los Juegos Olímpicos de Seúl 1988
La Unión Soviética estuvo representada en los Juegos Olímpicos de Seúl 1988 por un total de 481 deportistas que compitieron en 27 deportes.  
El portador de la bandera en la ceremonia de apertura fue el luchador Alexandr Karelin.

## Medallistas
El equipo olímpico soviético obtuvo las siguientes medallas:
| Nombre | Deporte            | Competición                     |
| --- | ------------------ | ------------------------------- |
| Oro |                    |                                 |
| Viktor Bryzhin Vladimir Krylov Vladimir Muraviov Vitali Savin                                                                                       | Atletismo          | 4 × 100 m M                     |
| Viacheslav Ivanenko | Atletismo          | 50 km marcha M                  |
| Guennadi Avdeyenko | Atletismo          | Salto de altura M               |
| Serguei Bubka | Atletismo          | Salto con pértiga M             |
| Serguei Litvinov | Atletismo          | Martillo M                      |
| Olga Bryzguina | Atletismo          | 400 m F                         |
| Tetiana Samolenko | Atletismo          | 3000 m F                        |
| Olga Bondarenko | Atletismo          | 10 000 m F                      |
| Olga Bryzguina Tatiana Ledovskaya Olga Nazarova Mariya Piniguina                                                                                    | Atletismo          | 4 × 400 m F                     |
| Natalia Lisovskaya | Atletismo          | Peso F                          |
| Equipo | Baloncesto         | Torneo M                        |
| Equipo | Balonmano          | Torneo M                        |
| Viacheslav Yanovski | Boxeo              | Superligero (63,5 kg) M         |
| Gintautas Umaras | Ciclismo en pista  | Persecución ind. M              |
| Arturas Kasputis Dmitri Neliubin Gintautas Umaras Viacheslav Yekimov                                                                                | Ciclismo en pista  | Persecución por eqs. M          |
| Alexandr Kirichenko | Ciclismo en pista  | 1000 m contrarreloj M           |
| Erika Salumäe | Ciclismo en pista  | Velocidad ind. F                |
| Vladimer Aptsiauri Anvar Ibraguimov Boris Koretski Ilgar Mamedov Alexandr Romankov                                                                  | Esgrima            | Florete por eqs. M              |
| Equipo | Fútbol             | Torneo M                        |
| Vladimir Artemov | Gimnasia artística | Concurso completo ind. M        |
| Vladimir Artemov | Gimnasia artística | Paralelas M                     |
| Vladimir Artemov | Gimnasia artística | Barra fija M                    |
| Valeri Liukin | Gimnasia artística | Barra fija M                    |
| Serguei Jarkov | Gimnasia artística | Suelo M                         |
| Dmitri Bilozerchev | Gimnasia artística | Caballo con arcos M             |
| Dmitri Bilozerchev | Gimnasia artística | Anillas M                       |
| Vladimir Artemov Dmitri Bilozerchev Vladimir Gogoladze Serguei Jarkov Valeri Liukin Vladimir Novikov                                                | Gimnasia artística | Concurso completo por eqs. M    |
| Yelena Shushunova | Gimnasia artística | Concurso completo ind. F        |
| Svetlana Boguinskaya | Gimnasia artística | Salto de potro F                |
| Svetlana Baitova Svetlana Boguinskaya Natalia Lashchenova Yelena Shevchenko Yelena Shushunova Olga Stragueva                                        | Gimnasia artística | Concurso completo por eqs. F    |
| Marina Lobach | Gimnasia rítmica   | Concurso completo ind. F        |
| Oxen Mirzoyan | Halterofilia       | 56 kg M                         |
| Israil Arsamakov | Halterofilia       | 82,5 kg M                       |
| Anatoli Jrapaty | Halterofilia       | 90 kg M                         |
| Pavel Kuznetsov | Halterofilia       | 100 kg M                        |
| Yuri Zajarevich | Halterofilia       | 110 kg M                        |
| Alexandr Kurlovich | Halterofilia       | +110 kg M                       |
| Kamandar Madzhidov | Lucha grecorromana | 62 kg M                         |
| Levon Dzhulfalakian | Lucha grecorromana | 68 kg M                         |
| Mijail Mamiashvili | Lucha grecorromana | 82 kg M                         |
| Alexandr Karelin | Lucha grecorromana | 130 kg M                        |
| Serguei Beloglazov | Lucha libre        | 57 kg M                         |
| Arsen Fadzayev | Lucha libre        | 68 kg M                         |
| Majarbek Jadartsev | Lucha libre        | 90 kg M                         |
| Davit Gobedzhishvili | Lucha libre        | 130 kg M                        |
| Vladimir Salnikov | Natación           | 1500 m libre M                  |
| Igor Polianski | Natación           | 200 m espalda M                 |
| Ivan Klementiev | Piragüismo         | C1 1000 m M                     |
| Viktor Reneiski Nikolai Zhuravski | Piragüismo         | C2 500 m M                      |
| Viktor Reneiski Nikolai Zhuravski | Piragüismo         | C2 1000 m M                     |
| Afanasijs Kuzmins | Tiro               | Pistola rápida de fuego 25 m F  |
| Dmitri Monakov | Tiro               | Foso M                          |
| Irina Shilova | Tiro               | Rifle de aire 10 m F            |
| Nino Salukvadze | Tiro               | Pistola 25 m F                  |
| Equipo | Voleibol           | Torneo F                        |
| Plata |                    |                                 |
| Igor Lapshin | Atletismo          | Triple salto M                  |
| Rodion Gataullin | Atletismo          | Salto con pértiga M             |
| Romas Ubartas | Atletismo          | Disco M                         |
| Yuri Sedyj | Atletismo          | Martillo M                      |
| Laimutė Baikauskaitė | Atletismo          | 1500 m F                        |
| Tatiana Ledovskaya | Atletismo          | 400 m vallas F                  |
| Nurmagomed Shanavazov | Boxeo              | Semipesado (81 kg) M            |
| Nikolai Kovsh | Ciclismo en pista  | Velocidad ind. M                |
| Andrei Alshan Mijail Burtsev Serguei Koriazhkin Serguei Mindirgasov Gueorgui Pogosov                                                                | Esgrima            | Sable por eqs. M                |
| Valeri Liukin | Gimnasia artística | Concurso completo ind. M        |
| Valeri Liukin | Gimnasia artística | Paralelas M                     |
| Vladimir Artemov | Gimnasia artística | Suelo M                         |
| Svetlana Boguinskaya | Gimnasia artística | Suelo F                         |
| Yelena Shushunova | Gimnasia artística | Barra de equilibrio F           |
| Israel Militosian | Halterofilia       | 67,5 kg M                       |
| Nail Mujamediarov | Halterofilia       | 90 kg M                         |
| Vladimir Shestakov | Judo               | –86 kg M                        |
| Daulet Turlyjanov | Lucha grecorromana | 74 kg M                         |
| Stepan Sarkisian | Lucha libre        | 62 kg M                         |
| Adlan Varayev | Lucha libre        | 74 kg M                         |
| Leri Jabelov | Lucha libre        | 100 kg M                        |
| Guennadi Prigoda Yuri Bashkatov Nikolai Yevseyev Vladimir Tkashenko                                                                                 | Natación           | 4 × 100 m libre M               |
| Yelena Dendeberova | Natación           | 200 m estilos F                 |
| Igor Nagayev Viktor Denisov | Piragüismo         | K2 500 m M                      |
| Viktor Denisov Serguei Kirsanov Alexandr Motuzenko Igor Nagayev                                                                                     | Piragüismo         | K4 1000 m M                     |
| Mijail Slivinski | Piragüismo         | C1 500 m M                      |
| Veniamin But Nikolai Komarov Vasili Tijonov Alexandr Dumchev Pavel Gurkovski Viktor Diduk Viktor Omelianovich Andrei Vasiliev Alexandr Lukianov (t) | Remo               | Ocho con timonel (M8+) M        |
| Irina Kalimbet Svitlana Mazi Inna Frolova Antonina Dumcheva                                                                                         | Remo               | Cuatro scull (W4x) F            |
| Nino Salukvadze | Tiro               | Pistola de aire 10 m F          |
| Tõnu Tõniste Toomas Tõniste | Vela               | 470 M                           |
| Equipo | Voleibol           | Torneo M                        |
| Bronce |                    |                                 |
| Alexandr Kovalenko | Atletismo          | Triple salto M                  |
| Rudolf Povarnitsyn | Atletismo          | Salto de altura M               |
| Grigori Yegorov | Atletismo          | Salto con pértiga M             |
| Jüri Tamm | Atletismo          | Martillo M                      |
| Olga Nazarova | Atletismo          | 400 m F                         |
| Tetiana Samolenko | Atletismo          | 1500 m F                        |
| Yelena Zhupiyeva | Atletismo          | 10 000 m F                      |
| Liudmila Kondratieva Galina Malchuguina Natalia Pomoshchnikova Marina Zhirova                                                                       | Atletismo          | 4 × 100 m F                     |
| Galina Chistiakova | Atletismo          | Salto de longitud F             |
| Tamara Bykova | Atletismo          | Salto de altura F               |
| Equipo | Baloncesto         | Torneo F                        |
| Equipo | Balonmano          | Torneo F                        |
| Timofei Skriabin | Boxeo              | Mosca (51 kg) M                 |
| Alexandr Miroshnichenko | Boxeo              | Superpesado (+91 kg) M          |
| Marat Ganeyev | Ciclismo en pista  | Carrera por puntos M            |
| Laima Zilporytė | Ciclismo en ruta   | Ruta F                          |
| Alexandr Romankov | Esgrima            | Florete ind. M                  |
| Andrei Shuvalov | Esgrima            | Espada ind. M                   |
| Pavel Kolobkov Vladimir Reznichenko Andrei Shuvalov Igor Tijomirov Mijail Tishko                                                                    | Esgrima            | Espada püor eqs. M              |
| Dmitri Bilozerchev | Gimnasia artística | Concurso completo ind. M        |
| Svetlana Boguinskaya | Gimnasia artística | Concurso completo ind. F        |
| Yelena Shushunova | Gimnasia artística | Asimétricas F                   |
| Alexandra Timoshenko | Gimnasia rítmica   | Concurso completo ind. F        |
| Amiran Totikashvili | Judo               | –60 kg M                        |
| Gueorgui Tenadze | Judo               | –71 kg M                        |
| Bashir Varayev | Judo               | –78 kg M                        |
| Grigori Verichev | Judo               | +95 kg M                        |
| Vladimir Popov | Lucha grecorromana | 90 kg M                         |
| Serguei Karamchakov | Lucha libre        | 48 kg M                         |
| Vladimir Toguzov | Lucha libre        | 52 kg M                         |
| Guennadi Prigoda | Natación           | 50 m libre M                    |
| Igor Polianski | Natación           | 100 m espalda M                 |
| Dmitri Volkov | Natación           | 100 m braza M                   |
| Vadim Yaroshchuk | Natación           | 200 m estilos M                 |
| Igor Polianski Dmitri Volkov Vadim Yaroshchuk Guennadi Prigoda                                                                                      | Natación           | 4 × 100 m estilos M             |
| Vajtang Yagorashvili | Pentatlón moderno  | Individual M                    |
| Olexandr Marchenko Vasili Yakusha | Remo               | Doble scull (M2x) M             |
| Kirill Ivanov | Tiro               | Rifle en tres posiciones 50 m M |
| Igor Basinski | Tiro               | Pistola 50 m M                  |
| Guennadi Avramenko | Tiro               | Blanco móvil 50 m M             |
| Valentina Cherkasova | Tiro               | Rifle en tres posiciones 50 m F |
| Anna Malujina | Tiro               | Rifle de aire 10 m F            |
| Marina Dobrancheva | Tiro               | Pistola de aire 10 m F          |
| Vladimir Yesheyev | Tiro con arco      | Individual M                    |
| Larisa Moskalenko Irina Chunijovskaya | Vela               | 470 F                           |
| Equipo | Waterpolo          | Torneo M                        |